# Ligue démocratique des femmes d'Allemagne
La Ligue démocratique des femmes d'Allemagne (Demokratischer Frauenbund Deutschlands, DFD) était l'organisation féminine de masse de la République démocratique allemande (RDA), englobée au sein du Front national. Créée le 8 mars 1947, elle disparaît en 1990 avec la fin du régime et la réunification allemande.

## Histoire

### Fondation

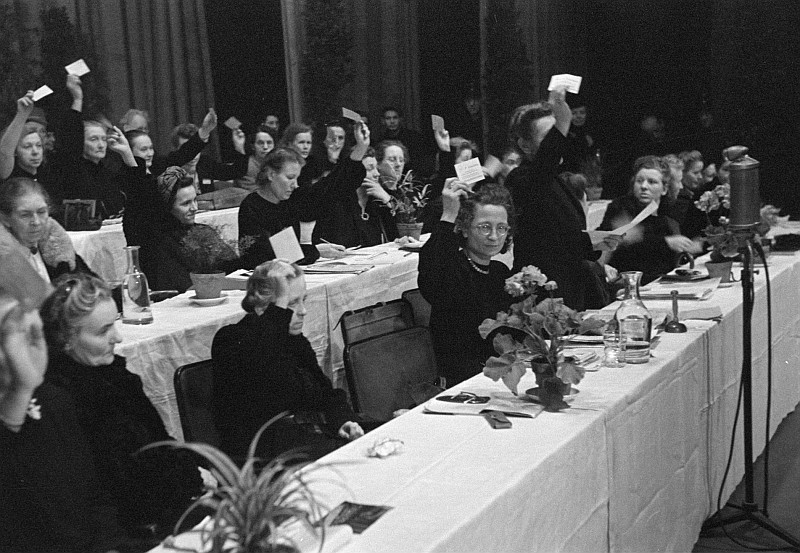
Bureau directeur du DFD lors du congrès de 1947.

La DFD est fondée lors du Congrès allemand des femmes pour la paix, qui se tient du 7 au 9 mars 1947 à l'Admiralspalast de Berlin. Elle est issue des comités féminins antifascistes créés le 30 octobre 1945. À la demande de l'administration militaire soviétique, ils sont désormais regroupés en une seule organisation. Lors du congrès, ouvert par Else Lüders, on compte 811 femmes de la zone d'occupation soviétique, 104 de celles occupées par les forces occidentales, ainsi que des invitées de l'étranger et des observateurs des puissances occupantes. En 1948, la DFD devient la branche est-allemande de la Fédération démocratique internationale des femmes (FDIF), une organisation internationale de femmes proche du mouvement communiste. Elli Schmidt devient présidente du DFD en 1949. En 1950 sont créées des branches régionales de la DFD en Allemagne de l'Ouest (dont à Berlin-Ouest), officiellement indépendantes de la RDA à partir du 8 mars 1951 mais qui y sont supprimées le 10 avril 1957, à la suite de l'interdiction du Parti communiste.

### Organisation et influence
L'organisation se présente comme l'héritière du mouvement d'émancipation des femmes. Initialement antifasciste, démocratique et indépendante sur le plan religieux, elle devient rapidement une organisation de masse à la solde du Parti socialiste unifié d'Allemagne (SED), le parti dirigeant de la RDA. La DFD est incorporée dans le bloc du Front national, qui regroupait l'ensemble des partis et organisations politiques autorisés par le régime est-allemand. Elle obtient également un quota de députées à la Chambre du peuple et, à partir de 1952, au sein des conseils de district. Chargée de mettre en œuvre le principe constitutionnel d'égalité entre les femmes et les hommes, elle n'effectue en réalité qu'un travail superficiel et est parfois moquée comme étant un « club de tricoteuses ». De toutes les organisations de masse du pays, la DFD possède le budget le plus bas et son influence est très limitée. 

### Actions

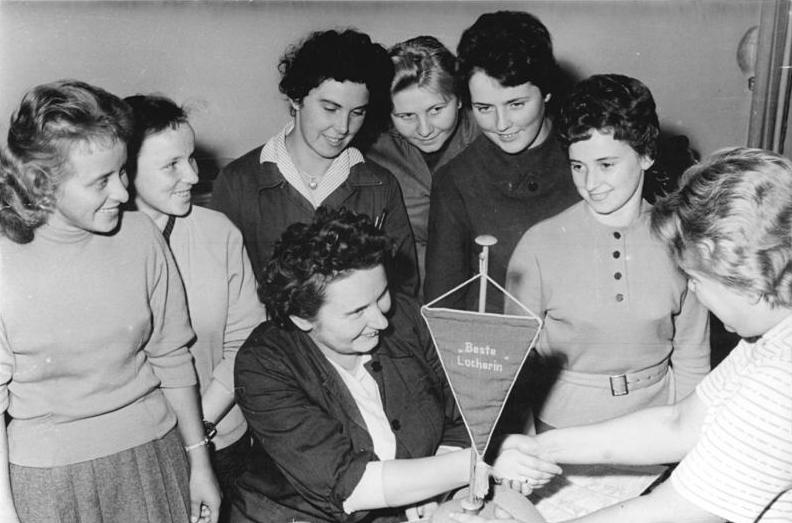
Femmes de la « brigades des ménagères », en 1960.

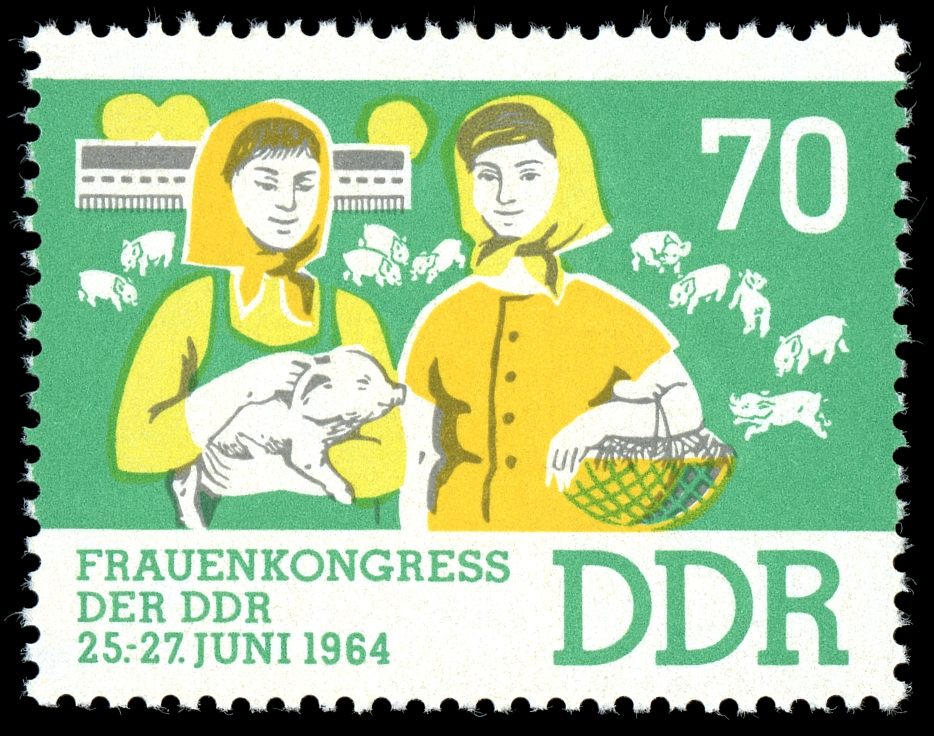
Timbre célébrant le congrès de 1964.

La DFD participe à la conception de la loi pour la protection de la mère et de l'enfant et pour les droits de la femme, adoptée le 27 septembre 1950.
Dans les années 1950, elle est chargée d'impulser une hausse du travail féminin, notamment (entre 1958 et 1962-1963) avec les « brigades des ménagères » (Hausfrauenbrigaden), des emplois à temps partiel faiblement rémunérés ou bénévoles, chargés de pallier la pénurie de main-d'œuvre et visant à conduire les femmes au foyer à occuper un emploi permanent. Dans les années 1960, les thèmes de la formation et de l'éducation viennent au premier plan. Au fil des évènements et des conférences données par le DFD, les sujets liés aux conseils en matière de santé et de grossesse deviennent plus importants.
Après le Congrès des femmes de 1964, la DFD commence à s'intéresser aux employées à plein temps ou à mi-temps, afin de leur faire acquérir une expérience professionnelle. À son initiative, émergent à partir de la seconde moitié des années 1960 des académies féminines et des classes spéciales pour femmes dans les établissements de formation. Dans les années 1970, le DFD crée plus de 200 centres de conseils familiaux, qui se concentrent surtout sur la préparation au mariage, au foyer ainsi qu'aux soins pour bébés.
Dans les années 1980, des tentatives d'approche de la part de militantes lesbiennes au sein du DFD sont empêchées.

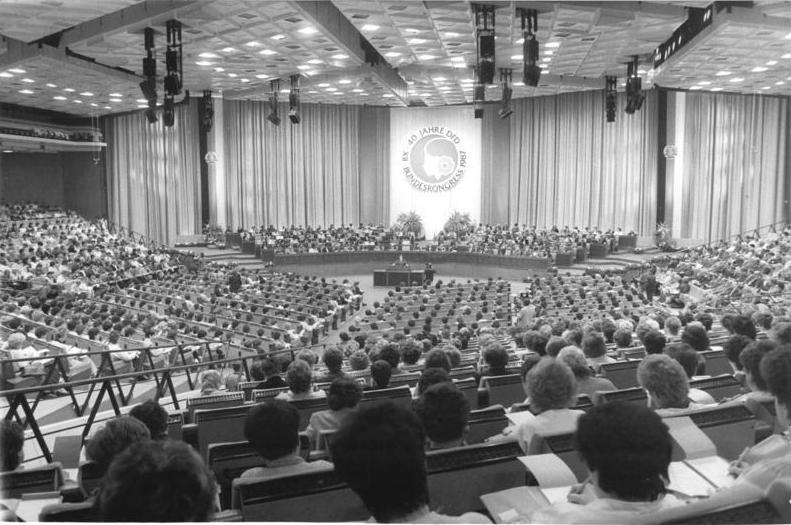
Le congrès de 1987, qui réunit pendant deux jours 2300 déléguées et 76 délégations venues de 64 pays.
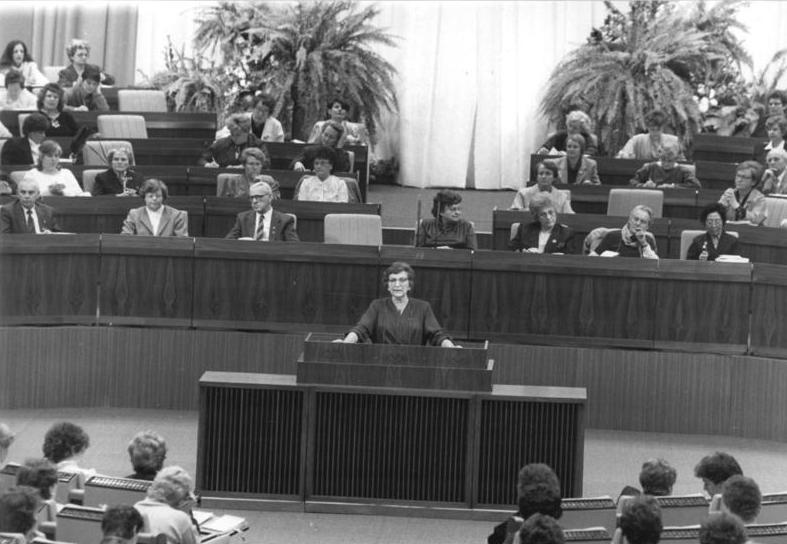
Ilse Thiele à la tribune du congrès de 1987.
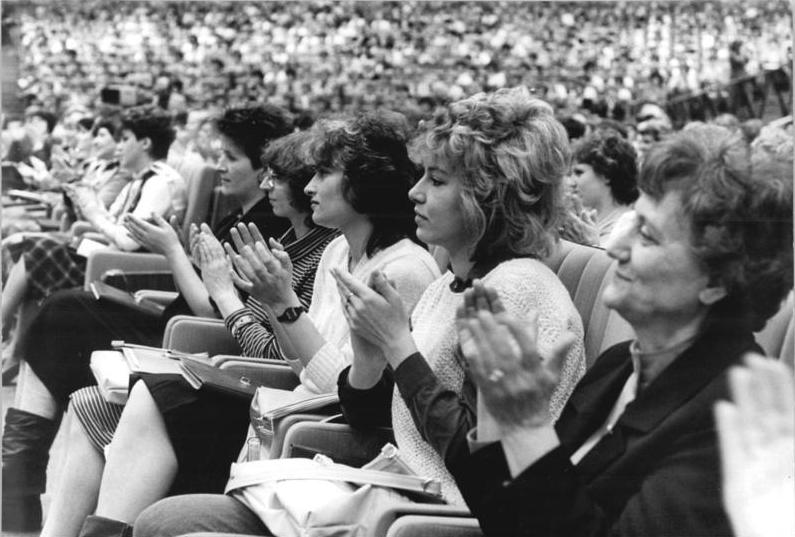
Déléguées du congrès de 1987.

### Fin et postérité

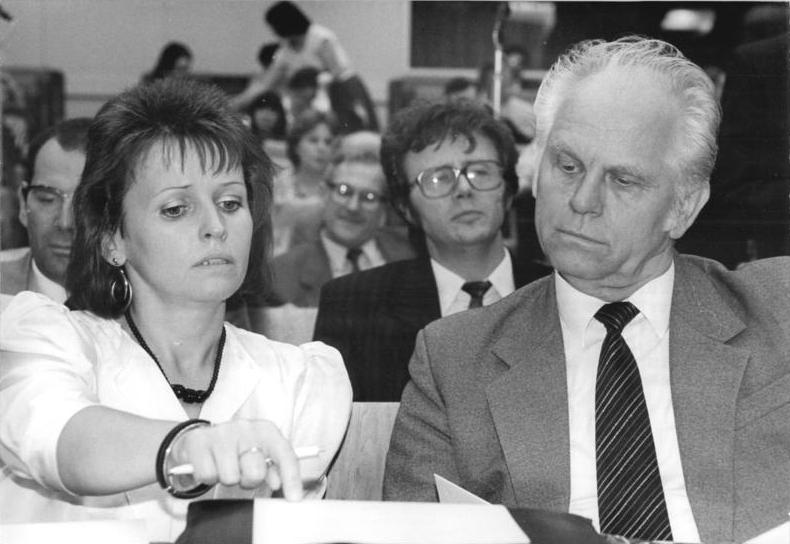
La députée Karin Bencze et Günther Maleuda à la Chambre du peuple, le 28 juin 1990.

En 1989, lors des manifestations pacifiques contre le régime, des banderoles tenues par des femmes tournent en dérision l'acronyme de la DFD (« Schluss mit dem DFD – Dienstbar, Folgsam, Dumpf »). Lors des premières élections législatives est-allemandes libres, en mars 1990, le DFD se présente mais n'obtient que 0,33 % des voix et un siège, gagné par Karin Bencze. Avec les 9 députés du Parti paysan démocratique d'Allemagne (DBD), elle participe à la formation du groupe DBD / DFD. À la suite de la dissolution du DBD fin d'août 1990, le groupe parlementaire disparaît et Karin Bencze rejoint en tant qu'apparentée le groupe du FDP. La DFD en tant qu'organisation de masse s'est effondrée.
Après la réunification de l'Allemagne, le 26 octobre 1990, l'association à but non lucratif Demokratischer Frauenbund e. V. (« dfb » en minuscule) lui succède. Elle compte 5 000 membres en 2003. Elle conserve des bureaux dans les cinq Länder de l'ex-RDA et à Berlin, et elle est responsable de l'organisation et du maintien de certains centres d'accueil pour femmes. Sa présidente d'honneur est la femme de lettres Gisela Steineckert.

## Chiffres et dates importantes
- 7-9 mars 1947 : premier congrès à Berlin, 200 000 membres ;
- 29-30 mai 1948 : deuxième congrès à Berlin, 260 000 membres ; conseil fédéral en juillet ; la DFD devient membre de la FDIF ; collecte de signatures contre la bombe atomique ;
- 2-3 avril 1949: conférence « La Mère, l'Enfant et l'Enseignante en Allemagne » ;
- 1949 : séminaire des parents (60 000 participantes)
- mai 1952 : quatrième congrès à Berlin
- novembre 1960 : sixième congrès à Berlin
- janvier 1982 : onzième congrès à Berlin
- 1985 : 1,5 million de membres
- mars 1987 : douzième congrès à Berlin

## Personnalités

### Présidentes

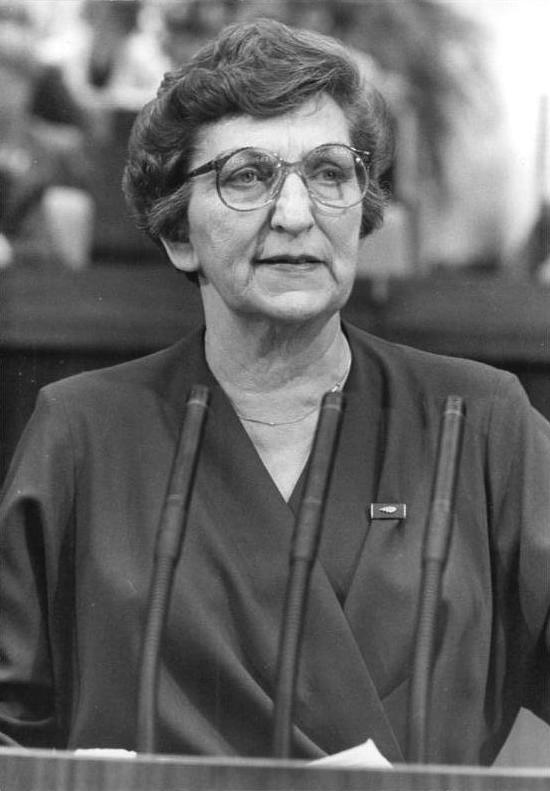
Ilse Thiele, présidente entre 1953 et 1989.

| Nom                     | Début          | Fin            |
| ----------------------- | -------------- | -------------- |
| Anne-Marie Durand-Wever | Mars 1947      | Avril 1948     |
| Emmy Damerius-Koenen    | Avril 1948     | Mai 1949       |
| Elli Schmidt            | Mai 1949       | Septembre 1953 |
| Ilse Thiele             | Septembre 1953 | Novembre 1989  |
| Eva Rohmann             | Novembre 1989  | 1990           |
| Gisela Steineckert      | 1990           | 1990           |

### Autres
- Helene Beer (LDPD)
- Katharina Kern (SED)
- Else Lüders (CDU)

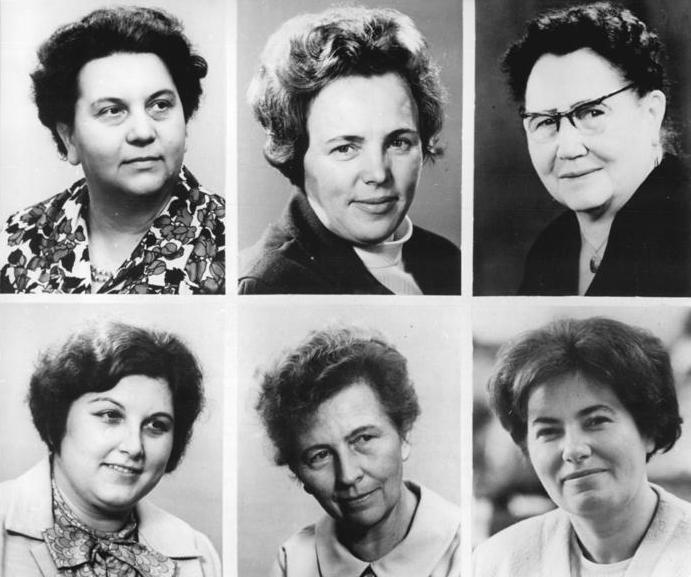
Déléguées du congrès de 1969.

- Johanna Melzer, membre de l'exécutif fédéral en Allemagne de l'Ouest
- Irmgard Neumann
- Maria Rentmeister (SED)
- Ilse Rodenberg
- Änne Saefkow (SED)
- Wilhelmine Schirmer-Pröscher (LDPD)
- Lilly Wächter
- Maria Weiterer, première secrétaire générale

## Source
- (de) Cet article est partiellement ou en totalité issu de l’article de Wikipédia en allemand intitulé « Demokratischer Frauenbund Deutschlands » (voir la liste des auteurs).